# 트루 브로드맨

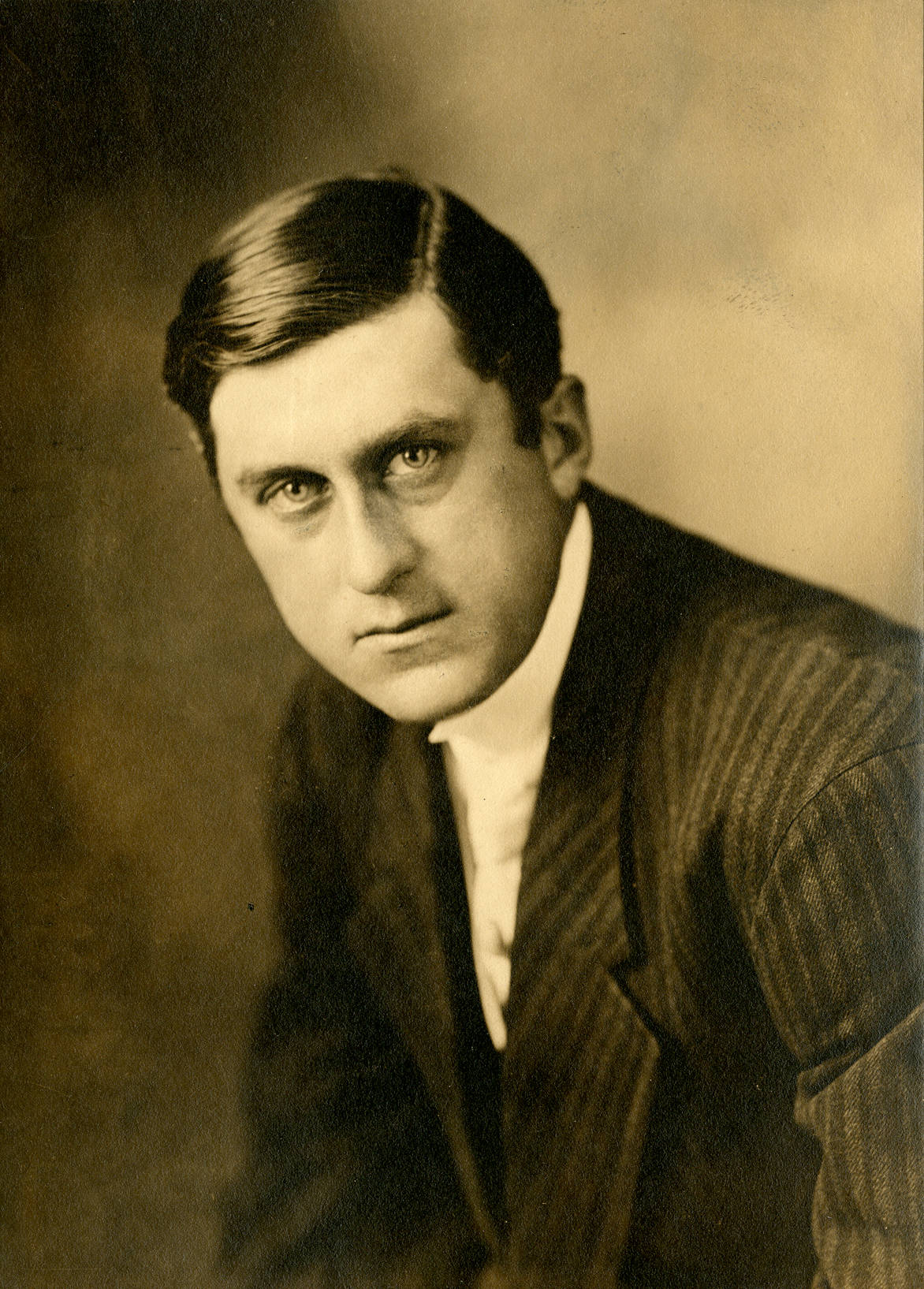

트루 브로드맨(True Boardman, 1882년 4월 21일 ~ 1918년 9월 28일)은 미국의 배우, 영화배우, 연극 배우이다.
오클랜드에서 태어났으며 로스앤젤레스에서 사망하였다. 사인은 스페인 독감이다. 포리스트 론 메모리얼 파크에 매장되었다.

## 영화
- 아이언 사이드 (1967년)
- 페리 메이슨 (1957년)
- 비트윈 어스 걸스 (1942년)